# Aalten
Aalten (phát âmⓘ) là một đô thị ở phía đông Hà Lan, tỉnh Gelderland. Đô thị Dinxperlo đã được nhập vào Aalten ngày 1 tháng 1 năm 2005.

## Các trung tâm dân cư
Aalten, Barlo, Bredevoort, Dale, Dinxperlo, Haart, Heurne, IJzerlo, 't Klooster và Lintelo.